# Сидни Новак (телевизијски лик)
Сидни "Сид" Новак је главна јунакиња серије Нисам у реду са овим. Глуми је Софија Лилис .

## Историја

### Позадина
Сидни Новак је проблематична 17-годишња тинејџерка са периодичним негативним проблемима и проблемима са сексуалношћу. Почиње да схвата да има телекинетичке моћи. Меги Милер је име њене мајке. Чини се да Сидни има груб однос са својом мајком Меги која се може видети као емоционално насилна према својој ћерки а често имају и вербалне расправе. Лијам Новак је њен млађи брат. Сиднин отац је умро, вероватно као последица његове неспособности да се носи са својим ПТСП-ом и другим психолошким проблемима, извршивши самоубиство. Сидни је заљубљена у своју најбољу пријатељицу Дину. Често је љубоморна на везу Дине и Бреда. Касније у серији, Сидни губи невиност због Стенлија Барбера — њеног блиског пријатеља.

## Личност
Сидни се често приказује као проблематични, мрзовољни и суморни тинејџер. Сидни је веома груба и бори се са проблемима беса. Мада, у неким епизодама може имати своје срећне тренутке, као са братом Лијамом и најбољом пријатељицом Дином. Она има извесну фасцинацију својом сексуалношћу која се изражава у њеним часописима, иако њена сексуалност никада није потврђена.

## Способности
Сидни Новак некако има наслеђену способност неконтролисане психокинезе од свог оца, коју само покрећу јаке емоције попут беса, страха и стида. Чини се да су њене способности изазване љубомором (Дина излази са Бредлијем) и тугом (самоубиство њеног оца). Међутим, порекло како је добила своје способности тренутно је непознато, али се претпоставља да је њен отац био у тајном војном експерименту и случајно стекао способност психокинезе која је изазвала смрт хиљада људи. Још се није навикла на ову моћ, иако ју је њен блиски пријатељ, Стен, увредио и наљутио у склопу тренинга, левитирала је неколико кугли за куглање и бацала их на њега. Ово наговештава да би могла бити ближе него што се очекивало да овлада овом способношћу. Сидни може изазвати крварење из носа. Први пут се то види у серији када се њена најбоља пријатељица Дина -- која је такође предмет њене наклоности -- мази у ресторану са својим мачо дечком Бредом. Сидни такође има моћ да контролише временске прилике. У пар наврата, када се узнемири код куће, нарочито ноћу, загрми, удари гром и почне да пада киша. Сиднина телекинеза је преузета директно из Форсманове графичке новеле и појављује се када се она уплаши или наљути. Она губи контролу и почиње да ломи зид код куће, лебди књиге у својој соби, разбацује пролаз са ужином у продавницама и уништава своју школску библиотеку током притвора.